# 에이전트 핑크

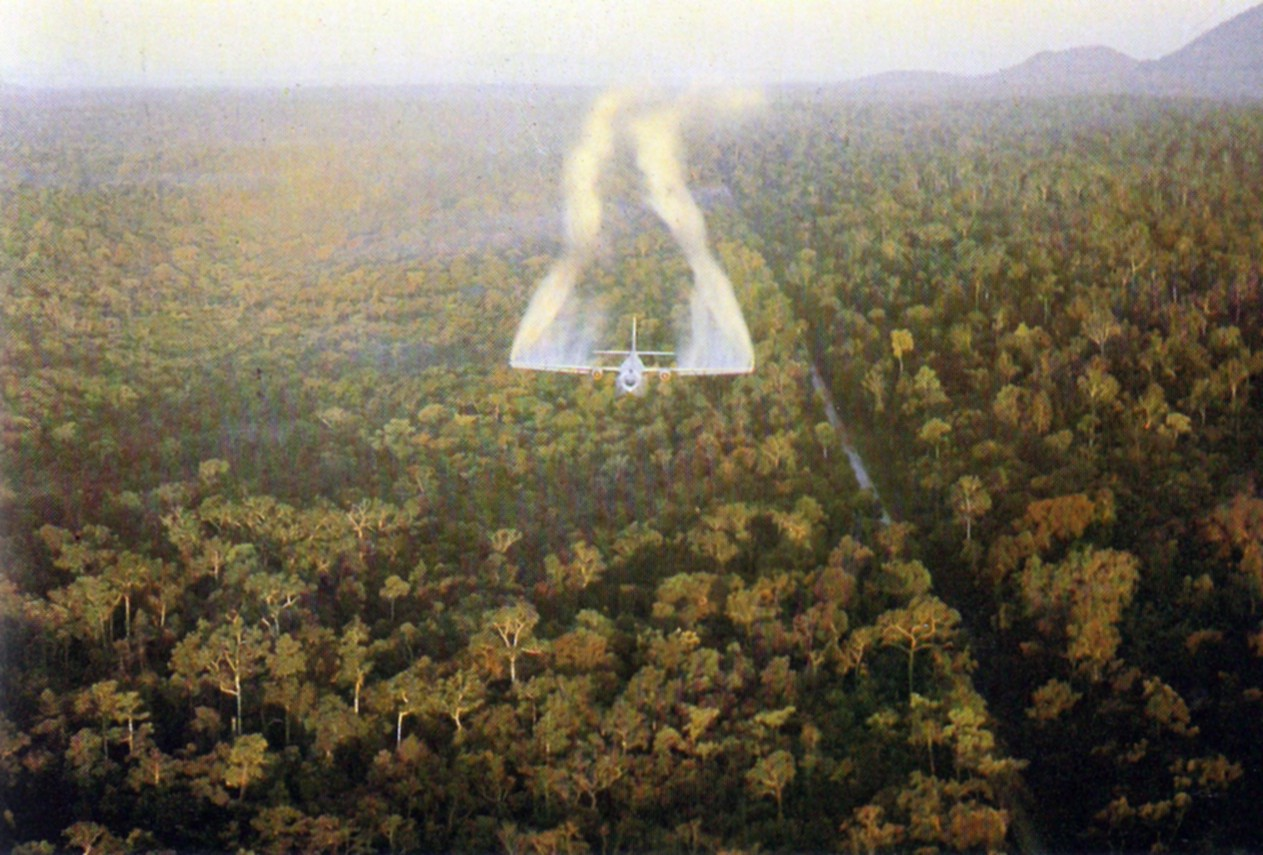
1962년 고엽제를 살포하는 랜치 핸드 UC-123B

에이전트 핑크(Agent Pink)는 베트남 전쟁 기간 랜치 핸드 작전에서 미군에 의해 사용된 강력한 제초제와 고엽제의 암호명이다. 이 이름은 내용물을 구분하기 위해 용기 주변에 두른 자주색 띠에서 온 것이다. 소위 악명높은 에이전트 오렌지와 함께 무지개 제초제라고 불리는 것 중의 하나이다.

## 개요
에이전트 핑크의 유일한 활성 성분은 2,4,5-T이며, 이것은 당시 가장 흔한 페녹시 제초제였다. 이후 2,4,5-T의 제조에서 부산물로 생성되는 다이옥신, 2,3,7,8-테트라클로로 디벤조-파라-다이옥신(TCDD)이 제초제로 사용되었다. 에이전트 핑크는 완전히 2,4,5-T로 구성되어 있기 때문에 악명 높은 에이전트 오렌지에서 나오는 몇 배의 다이옥신을 함유하게 된다. 더 낮은 다이옥신 오염원이 있는 2,4-D을 포함하고 있다.

## 같이 보기
- 랜치 핸드 작전
- 고엽제